# Unterseeboot U-89 (1916)
Pour les autres navires du même nom, voir Unterseeboot 89.
L'Unterseeboot U-89 est l’un des 329 sous-marins servant dans la marine impériale allemande pendant la Première Guerre mondiale. Il a été engagé dans la guerre navale et a pris part à la première bataille de l'Atlantique. Le 12 février 1918, il est éperonné et coulé par le HMS Roxburgh au large de Malin Head, sans survivants.

## Conception
Les sous-marins de type U 87 ont été précédés par les sous-marins de type U 81, plus courts. L'U-89 avait un déplacement de 757 tonnes en surface et 998 tonnes en immersion. Le navire avait une longueur hors tout de 65,80 m, et 50,07 m pour la coque sous pression, un maître-bau de 6,20 m, une hauteur de 9,35 m et un tirant d'eau de 3,88 m. Le sous-marin était propulsé par deux moteurs de 2400 ch (1800 kW) en surface et par deux moteurs de 1200 ch (880 kW) en immersion. Il avait deux arbres d'hélice. Il était capable de fonctionner jusqu’à 50 mètres.
La vitesse maximale du sous-marin était de 15,6 nœuds (28,9 km/h) en surface et de 8,6 nœuds (15,9 km/h) en immersion. Il pouvait parcourir 11380 milles marins (21080 km) à 8 nœuds (15 km/h) en surface et 56 milles marins (104 km) à 5 nœuds (9,3 km/h) en immersion. L'U-89 était armé de quatre tubes lance-torpilles de 50 centimètres, deux à l’avant et deux à l’arrière, de dix à douze torpilles, d’un canon de pont de 10,5 cm SK L/45 et d’un canon de pont de 8,8 cm SK L/30. Il avait un équipage de trente-six hommes : trente-deux matelots et quatre officiers.

## Affectations
- IIIe flottille : du 6 septembre 1917 au 12 février 1918.

## Commandants
- Kapitänleutnant August Mildenberger[3] : du 21 juin 1917 au 15 janvier 1918.
- Kapitänleutnant Wilhelm Bauck[4] : du 16 janvier au 12 février 1918.

## Navires coulés
| Date             | Nom            | Nationalité | Tonnage | Destin.   |
| ---------------- | -------------- | ----------- | ------- | --------- |
| 2 octobre 1917   | Trafaria       | Portugal    | 1744    | Coulé     |
| 3 octobre 1917   | Baron Blantyre | Royaume-Uni | 1844    | Coulé     |
| 6 octobre 1917   | Victorine      | France      | 1241    | Coulé     |
| 12 décembre 1917 | Reine d’Arvor  | France      | 324     | Endommagé |
| 21 décembre 1917 | Boa Vista      | Portugal    | 3667    | Coulé     |